# マルリア人
マルリア人(Malurians)は、アメリカのSFテレビドラマ『スタートレック』シリーズに登場する異星人。日本語版では宇宙大作戦・スタートレック:エンタープライズのどちらでも「アルリア人」と訳されている。

## 地理
- マルリア人はマルリア星系発祥の知的生命体。

## 身体
- ヒューマノイドで、ウロコ状の皮膚を持つ。

## 歴史
- 2151年、惑星アカーリでギャロスが地球人と初遭遇。
- （年代不明）、惑星連邦の科学チームが、マルリア人を対象に研究調査を開始。
- 2267年、暴走した地球の無人恒星間探査機ノーマッドによって、マルリア星系に住む40億人のマルリア人が全員殺害される。

## 代表的なマルリア人
ギャロス
22世紀中頃、産業化前の惑星アカーリで不法な採掘作業を行なっていた自称元探検家。初めて地球人と遭遇したマルリア人。ジョナサン・アーチャーの横槍でアカーリから撤収せざるを得なくなった。